# Fio Maravilha
Fio Maravilha, de son vrai nom João Batista de Sales est un ancien footballeur brésilien, né le 19 janvier 1945 à Conselheiro Pena, dans l'État du Minas Gerais.
Il est par ailleurs célèbre pour la chanson qu'a composée en son honneur Jorge Ben Jor en 1972. Adapté en français en 1973, le titre devient un des grands succès de Nicoletta, lui-même remixé en style électro par Bon Entendeur en 2024.

## Biographie

### Carrière de joueur
Fio Maravilha commence sa carrière professionnelle en 1965 avec Flamengo, où il inscrit 44 buts en 167 matches. Il joue ensuite pour Paysandu, le Desportiva Ferroviária, le CEUB et São Cristóvão. En 1981, il s'installe aux États-Unis où il joue successivement pour les New York Eagles, les Monte Belo Panthers[Où ?] et le San Francisco Mercury.

## Chanson

### Version brésilienne
Fio Maravilha devient célèbre grâce à la chanson composée en son honneur en 1972 par le chanteur brésilien Jorge Ben Jor et publiée par Philips. Au cours d'un match entre Flamengo et le Benfica Lisbonne disputé au stade Maracanã, il est remplaçant mais l'entraîneur Mário Zagallo le fait entrer, devant l'insistance des supporters à le voir jouer. Il marque le but de la victoire en seconde mi-temps, immortalisé dans la chanson de Jorge Ben Jor :
| Texte portugais                                                                           | Traduction française |
| ----------------------------------------------------------------------------------------- | --- |
| [...] driblou o goleiro Só não entrou com bola e tudo porque teve humilidade em gol [...] | [...] il a dribblé le gardien de but, mais il n'est pas entré dans le but avec le ballon car il sait rester humble [...] |

Fio Maravilha attaque Jorge Ben Jor en justice pour utilisation illégale de son nom et le titre de la chanson est changé en Filho Maravilha. En 2007, le footballeur accepte de revenir sur sa décision et le chanteur peut reprendre le morceau avec son titre original.

### Adaptation française
La chanson est adaptée en français en 1973 par le parolier Boris Bergman, qui supprime les références au football et axe les paroles sur la pauvreté des favelas, la musique et la samba. La chanson, interprétée par Nicoletta sous le titre Fio Maravilla, sort en 45 tours puis sur l'album Nicoletta 73 publiés par le label Riviera L.M..
Ce titre est remis au goût du jour en début d'année 2024 par le collectif musical Bon Entendeur dans son album electro Rivages sous le titre « Bon Entendeur vs Nicoletta Fio Maravilha ».